# Urluia, Constanța
Urluia (în trecut Urluchioi, în turcă Uğurluköy) este un sat în comuna Adamclisi din județul Constanța, Dobrogea, România.

## Generalități
La recensământul din 2002 avea o populație de 328 locuitori.
În urma reformei administrative din 1968 satul Cucuruz (în trecut Iusuf Punar) a fost comasat cu satul Urluia.

## Date geologice
Resturi de tuf vulcanic ale unei vechi erupții a supervulcanului Campi Flegrei de acum 40.000 de ani s-au găsit și pe teritoriul acestui sat.

## Galerie de imagini

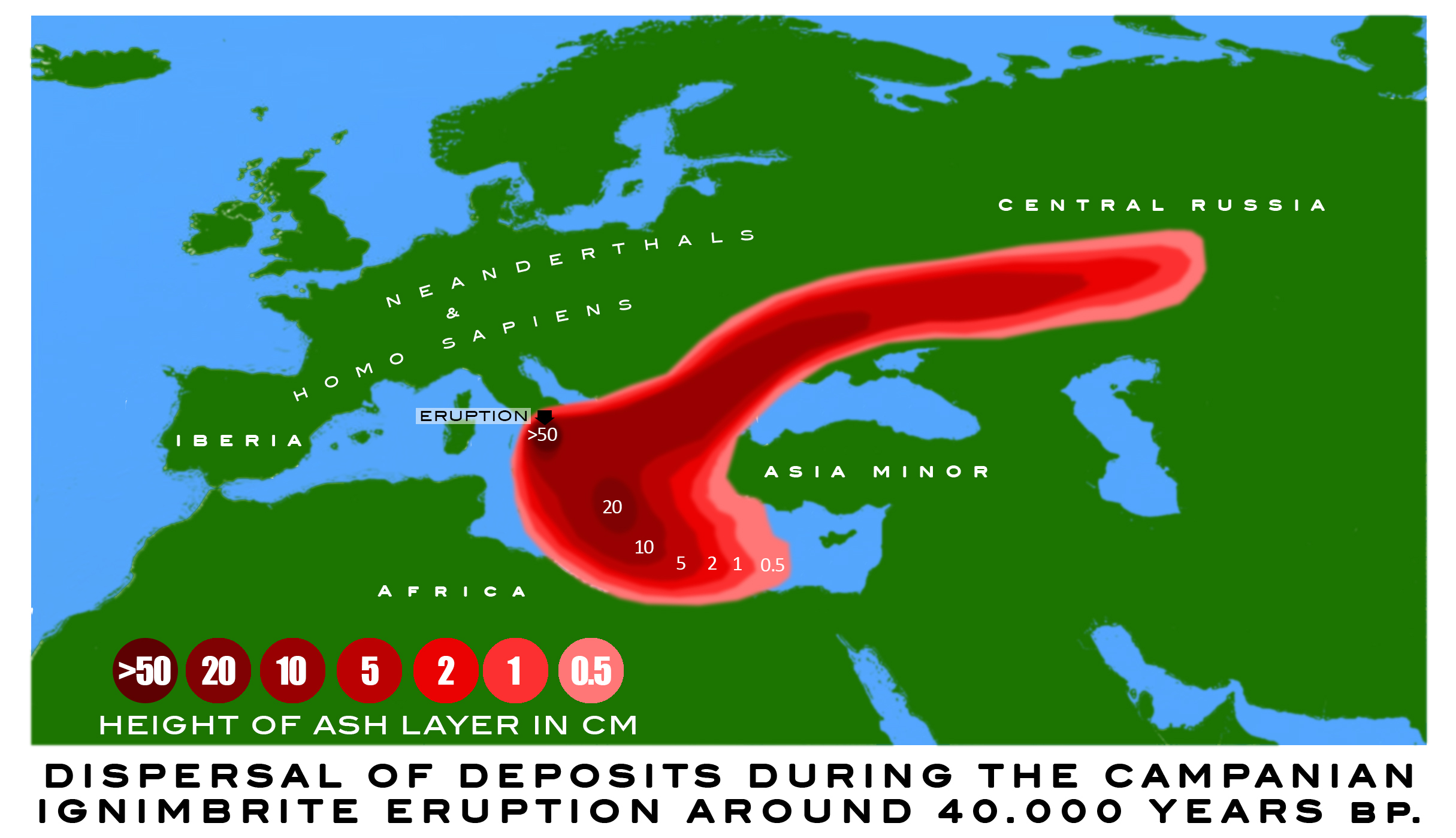
Grosimea stratului de tuf depus după explozia supervulcanului Campi Flegrei acum 40.000 ani, potrivit estimării în computer

 Acest articol despre o localitate din județul Constanța este deocamdată un ciot. Puteți ajuta Wikipedia prin completarea lui.